# Matteo Rabottini
Matteo Rabottini (* 14. August 1987 in Pescara) ist ein ehemaliger italienischer Radrennfahrer.

## Laufbahn
Matteo Rabottini wurde 2009 italienischer Meister im Straßenrennen der U23-Klasse. In der Saison 2010 gewann er die neunte Etappe des Nachwuchs-Etappenrennens Giro Ciclistico d’Italia, bei dem er Zehnter der Gesamtwertung wurde.
Ende der Saison 2010 fuhr Rabottini für das italienische ProTeam Lampre-Farnese Vini als Stagiaire und erhielt 2011 einen Vertrag beim Professional Continental Team Farnese Vini-Neri Sottoli und gewann eine in seinem ersten Jahr dort eine Etappe der Türkei-Rundfahrt. Anschließend bestritt er den Giro d’Italia und beendete das Rennen auf Rang 113.
Sein bis dahin größter Erfolg seiner Karriere gelang Rabottini beim Giro d’Italia 2012, als er die Bergankunft der 15. Etappe gewann. Rabottini wurde nach einem Ausreißversuch über 150 Kilometer wurde kurz vor dem Ziel von Joaquim Rodríguez eingeholt, der sich aus der Gruppe der Favoriten löste, konnte Rodríguez aber im Sprint besiegen. Er wurde schließlich 60. der Gesamtwertung und gewann die Bergwertung. 2013 wurde er beim Giro d’Italia 55. und 2014 Siebzehnter.
Am 11. August 2014 wurde Rabottini positiv auf das Dopingmittel EPO getestet. Er wurde zwei Tage vor der Burgos-Rundfahrt, die er auf Rang vier abschloss, einer unangemeldeten Trainingskontrolle unterzogen. Rabottini, der im vorläufigen Aufgebot seines Landes für die Straßenweltmeisterschaften stand, wurde vom Weltradsportverband UCI vorläufig suspendiert und im Mai 2015 für 21 Monate gesperrt.
Nach Ablauf seiner Sperre kehrte Rabottini 2016 mit dem slowenischem UCI Continental Team Meridiana Kamen in den Wettkampfsport zurück, in den sieben Jahren im Team konnte er aber keine zählbaren Ergebnisse erzielen. Letztmalig wurde er im März 2022 in den Ergebnislisten der UCI geführt.

## Familie
Sein Vater Luciano Rabottini war ebenfalls Radrennfahrer und gewann unter anderem Tirreno–Adriatico in der Saison 1986. 

## Erfolge
2009
- Italienischer Meister – Straßenrennen (U23)

2010
- eine Etappe Giro Ciclistico d’Italia

2011
- eine Etappe Presidential Cycling Tour of Turkey

2012
- eine Etappe und  Bergwertung Giro d’Italia

## Grand-Tour-Platzierungen
| Grand Tour            | 2011 | 2012 | 2013 | 2014 |
| --------------------- | ---- | ---- | ---- | ---- |
| Giro d’ItaliaGiro     | 113  | 60   | 55   | 17   |
| Tour de FranceTour    | –    | –    | –    | –    |
| Vuelta a EspañaVuelta | –    | –    | –    | –    |